# Łasin
Łasin je polské město v okrese Grudziądz v Kujavsko-pomořském vojvodství. Je centrem městsko-vesnické gminy Łasin.
V roce 2011 zde žilo 3 415 obyvatel.